# Paladilhia umbilicata
Paladilhia umbilicata is een slakkensoort uit de familie van de Moitessieriidae. De wetenschappelijke naam van de soort is voor het eerst geldig gepubliceerd in 1902 door Locard.